# Кайрали
Кайрали (рос. Кайралы) — селище у Кандалакському районі Мурманської області Російської Федерації.
Населення становить 19 осіб. Належить до муніципального утворення Алакурттське сільське поселення.

## Населення
| 2002 | 2010 |
| ---- | ---- |
| 0    | ↗19  |